# 栋扎克 (朗德省)
栋扎克（法語：Donzacq，法語發音：[dɔ̃zak]）是法国朗德省的一个市镇，位于该省南部，属于达克斯区。

## 地理
栋扎克（43°39'23"N, 0°48'15"W）面积11.7 平方千米，位于法国新阿基坦大区朗德省，该省份为法国西南部沿海省份，是法國本土面积第二大的省，北起吉倫特省，西临大西洋，南至大西洋比利牛斯省，东临热尔省，东北与洛特-加龍省接壤。
与栋扎克接壤的市镇（或旧市镇、城区）包括：巴奇、巴斯泰讷、卡斯泰尔诺沙洛斯、卡斯泰勒萨拉赞、科佩讷、日布雷、波马雷兹、波亚尔坦。

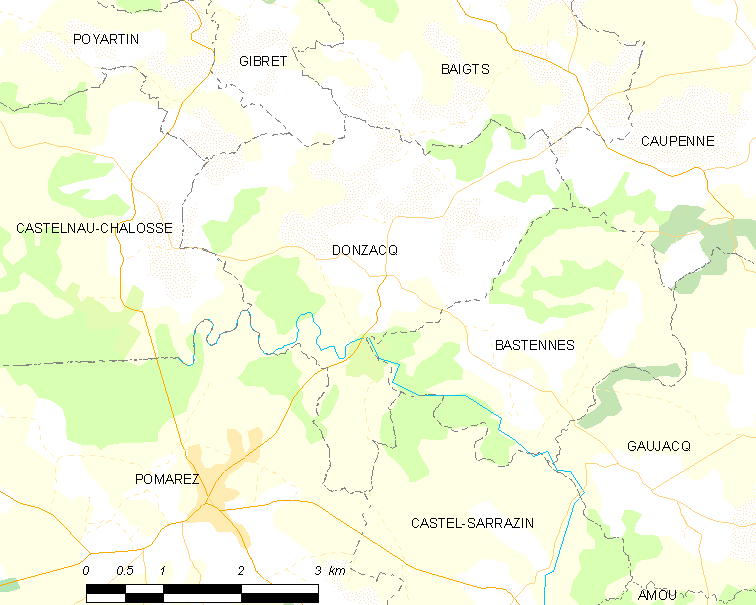
的OSM定位图

栋扎克的时区为UTC+01:00、UTC+02:00（夏令时）。

## 行政
栋扎克的邮政编码为40360，INSEE市镇编码为40090。

## 政治
栋扎克所属的省级选区为沙洛斯山坡县。

## 人口

1962-2008年间人口变化图示

栋扎克于2022年1月1日时的人口数量为454人。